# Bien de Veblen

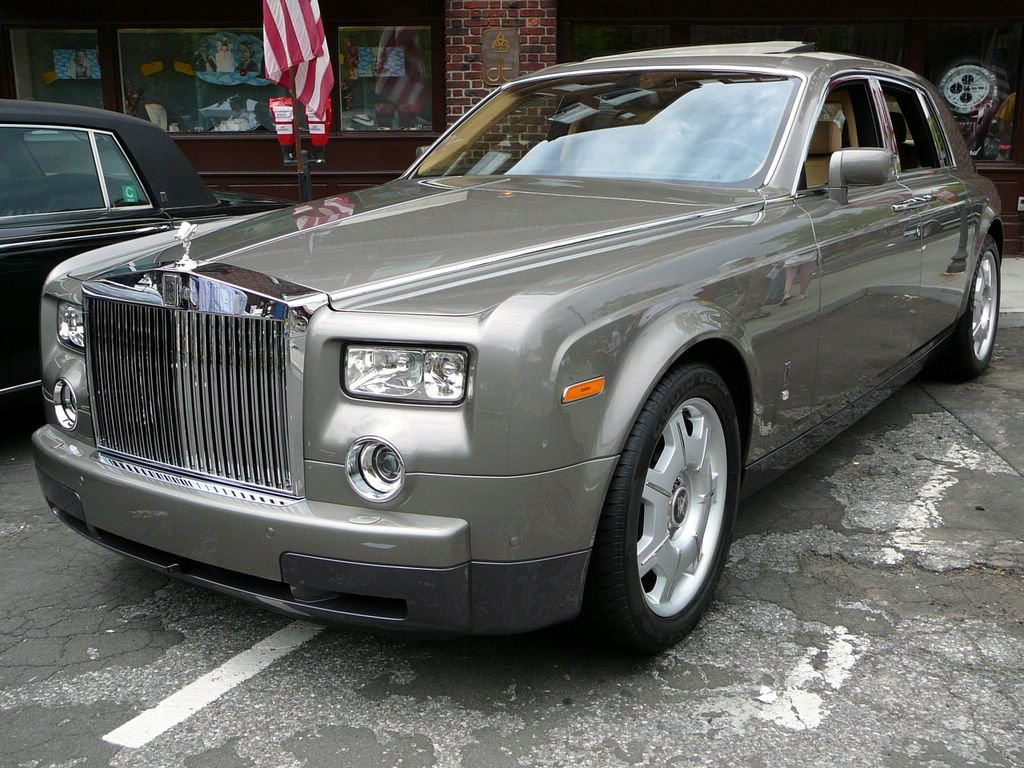
En economía se suele decir que los automóviles de lujo, en particular los de más alta gama como el Rolls Royce Phantom mostrado aquí, se vuelven más socialmente deseables cuando su precio se incrementa (exactamente lo contrario a lo estipulado por la ley de la oferta y demanda). Por lo tanto, se argumenta que dichos coches son bienes Veblen.

En economía, un bien [de] Veblen es un bien que posee una curva de demanda con pendiente positiva, es decir, que al aumentar su precio también aumenta su cantidad demandada; en vez de disminuir como estipula la ley de la oferta y la demanda. Esto es debido a ser un bien superior o de lujo, ya que al aumentar su precio la gente lo consume más debido a que ahora es más exclusivo. Un ejemplo serían los diamantes, si bajaran sus precios no serían consumidos debido a que la gente ya no los percibiría como exclusivos. [cita requerida]

## Explicación
Algunos tipos de bienes de alta categoría, tales como los vinos de primera, los IPhone (como las fabricadas por la empresa estadounidense Apple) y los coches de lujo y los automóviles de lujo son bienes Veblen, porque la disminución de su precio disminuye el deseo de comprarlos, debido a que eventualmente dejan de ser percibidos como productos exclusivos o de alto status. Por el contrario, un incremento de precio puede aumentar la percepción de exclusividad respecto de ellos, haciendo a dicho bien más deseable o preferible.
El efecto Veblen es denominado de esa manera en honor del economista estadounidense Thorstein Veblen, quien por primera vez destacó los conceptos de consumo conspicuo y de búsqueda de estatus social.
No obstante, esta “anomalía” es mitigada cuando se entiende que la curva de demanda no tiene necesariamente un único pico. Los bienes que son generalmente considerados como Veblen todavía siguen estando sujetos a dicha curva, ya que la demanda de los mismos no tenderá a incrementar indefinidamente sus respectivos precios.
La cantidad demandada puede subir con el precio dentro de cierto rango de la curva, pero hacia la parte superior de la misma cesará de hacerlo, antes de pasar a comportarse según lo estipulado por la ley de la demanda y comenzar a caer nuevamente ante nuevos incrementos en el precio.
En el otro lado del espectro, ante la eventualidad que bienes de lujo lleguen a tener precios similares a aquellos bienes que tienen una calidad inferior, más individuos tenderán a buscar los abaratados primero, no obstante que unos pocos buscadores de bienes Veblen no lo harán, lo que implica que una caída de precios llevaría a una caída en las ventas de dichos bienes (dado que potencialmente dejan de ser "exclusivos" o de lujo).
Los bienes Veblen y la psicología del consumidor son un tema importante en algunas novelas publicadas hacia fines del siglo XX, tales como Generación P (escrita por Viktor Pelevin) y 13,99 euros (de Frédéric Beigbeder).

## Conceptos relacionados

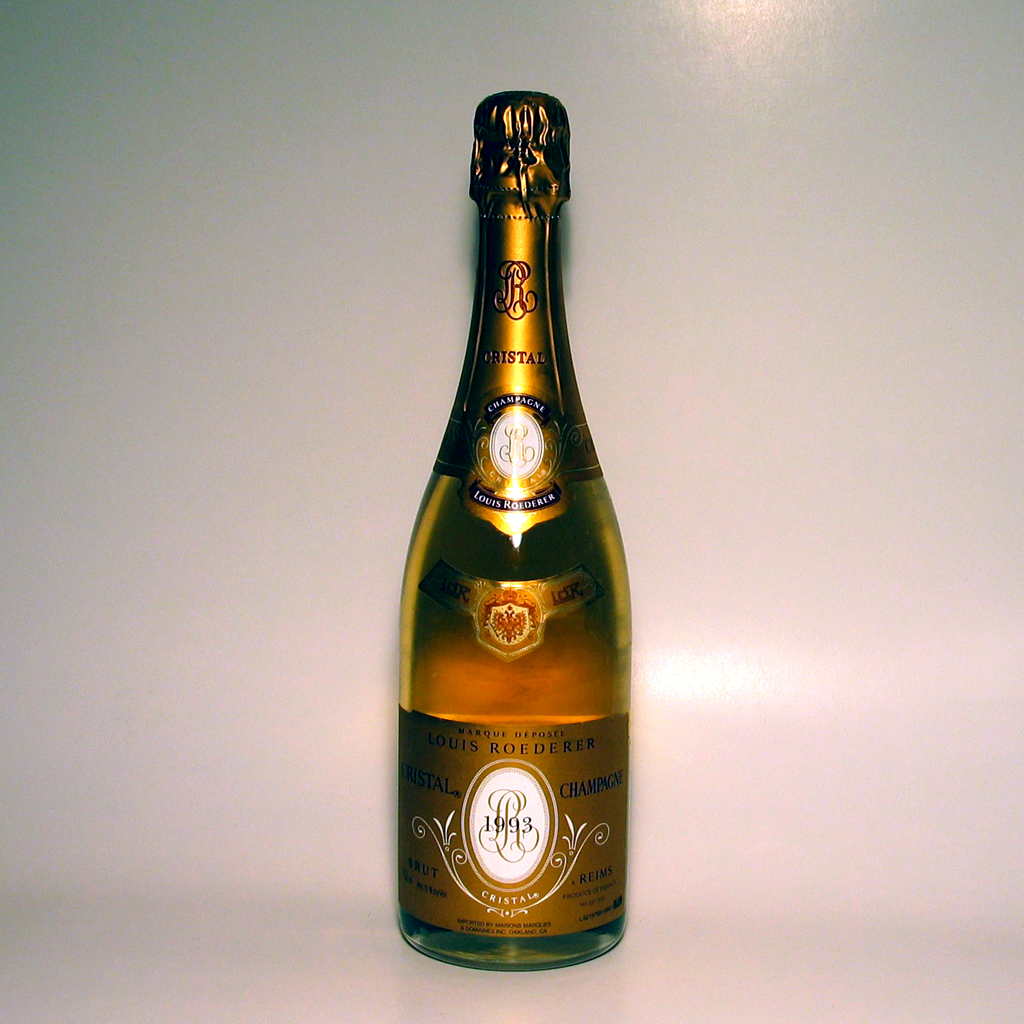
Una botella del exclusivo champán Cristal de Louis Roederer (1993).

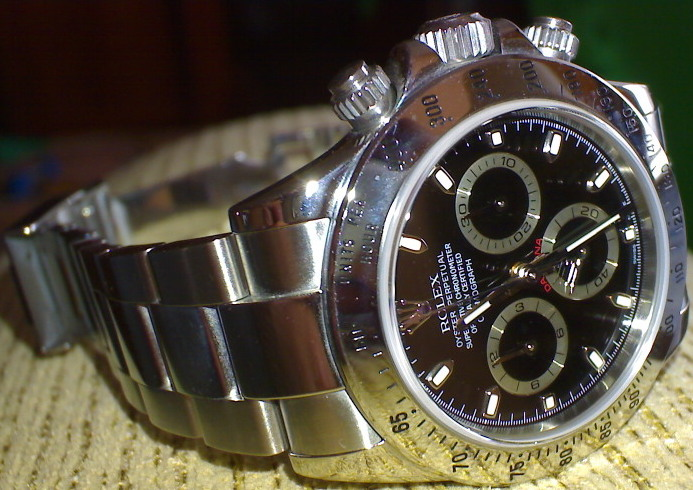
Rolex Daytona

El efecto Veblen forma parte de una serie de anomalías teóricamente posibles de la ley de la oferta y demanda en microeconomía. Otros efectos relacionados incluyen a los siguientes:
- El efecto snob: preferencia por determinados bienes porque éstos son diferentes a los comúnmente preferidos o por consumidores que quieren o desean usar productos exclusivos, debido a que algunos individuos consideran que el precio de los mismos es una parte intrínseca de su calidad;[3]

- El efecto bandwagon: la preferencia por un bien tiende a incrementarse a medida que aumenta la cantidad de gente que lo compra.

Estos efectos fueron tratados en un clásico artículo escrito por Leibenstein en 1950.
El concepto de efecto contrario al Veblen es menos conocido, aunque completa dicha familia de manera lógica.
Ninguno de estos efectos por sí mismos predice que sucederá respecto de la cantidad real de bienes o productos que serán demandados (es decir, el número de unidades compradas) a medida que los precios cambien -sólo se refieren a las preferencias o a la propensión al consumo. El efecto real sobre la cantidad demandada dependerá del rango o abanico de otros productos disponibles, sus precios y qué tan sustitutos son respecto de un determinado bien.
Estos efectos son anomalías dentro de la teoría de la demanda porque la misma normalmente asume que las preferencias son independientes del precio o del número de unidades vendidas, siendo denominados colectivamente como “efectos de interacción”. Los mismos son una clase diferente de anomalía respecto de la representada por los bienes Giffen. Esta última sugiere un caso extremo en el que la demanda aumenta a medida que también lo hacen los precios, pero el efecto surge sin ninguna interacción entre precio y preferencia, sino que resulta de la interacción del “efecto ingreso” y del “efecto sustitución” ante los cambios en el precio de un bien de primera necesidad (en la observación original realizada por Giffen se trataba de patatas o papas en la empobrecida Irlanda del año 1846).
Por otro lado, investigación reciente ha comenzado a examinar la evidencia empírica respecto de la existencia de bienes. La publicación especializada en leyes de la Universidad Yale, llamada Yale Law Journal, ha publicado un extenso análisis al respecto. Los estudios también han encontrado indicios que sugieren que la gente recibe más placer o satisfacción de bienes más caros.